# Zakomarze (przystanek kolejowy)
Zakomarze (ukr. Закомар'я, ros. Закомарье) – przystanek kolejowy w pobliżu miejscowości Zakomarze, w rejonie złoczowskim, w obwodzie lwowskim, na Ukrainie.